# Judith Schalansky
Judith Schalansky (* 20. září 1980, Greifswald) je německá spisovatelka a designérka.

## Biografie
Vystudovala dějiny umění v Berlíně a komunikační design v Postupimi. Posléze vyučovala na svojí 'alma mater' v Postupimi základy typografie.
V roce 2014 došlo ke slovní rozepři mezi ní a německou spisovatelkou Sibyllou Lewitscharoff, která se velice nevhodně vyjádřila o těhotenství této lesbicky orientované autorky.

### Přehled děl v originále (výběr)
- Blau steht dir nicht: Matrosenroman. 3. vyd. Suhrkamp Verlag, 2011. 139 S.
- Fraktur mon Amour. 1. vyd. Mainz: Verlag Hermann Schmidt, 2006. 648 S.

### České překlady
- Žirafí krk[7] (orig. 'Der Hals der Giraffe: Bildungsroman[8]'). 1. vyd. V Praze ; a Litomyšli : Paseka, 2013. 218 S. Překlad: Magdalena Štulcová
- Atlas odlehlých ostrovů (orig. 'Atlas der abgelegenen Inseln: Fünfzig Inseln, auf denen ich nie war und niemals sein werde'). 1. vyd. V Praze : 65. pole, 2011. 142 S. Překlad: Martina Loskotová